# Le Procès
Pour les articles homonymes, voir Procès (homonymie).
 (août 2013).
Si vous disposez d'ouvrages ou d'articles de référence ou si vous connaissez des sites web de qualité traitant du thème abordé ici, merci de compléter l'article en donnant les références utiles à sa vérifiabilité et en les liant à la section « Notes et références ».
 (août 2013).
- Si vous ne connaissez pas le sujet, laissez ce bandeau (vous pouvez alors contacter les auteurs).
- Si vous supprimez le contenu mis en cause (vous pouvez préalablement contacter les auteurs),

argumentez précisément cette suppression dans la page de discussion
(un manque de référence n'est pas un argument ; une recherche réelle de référence doit avoir été effectuée, être formellement documentée).

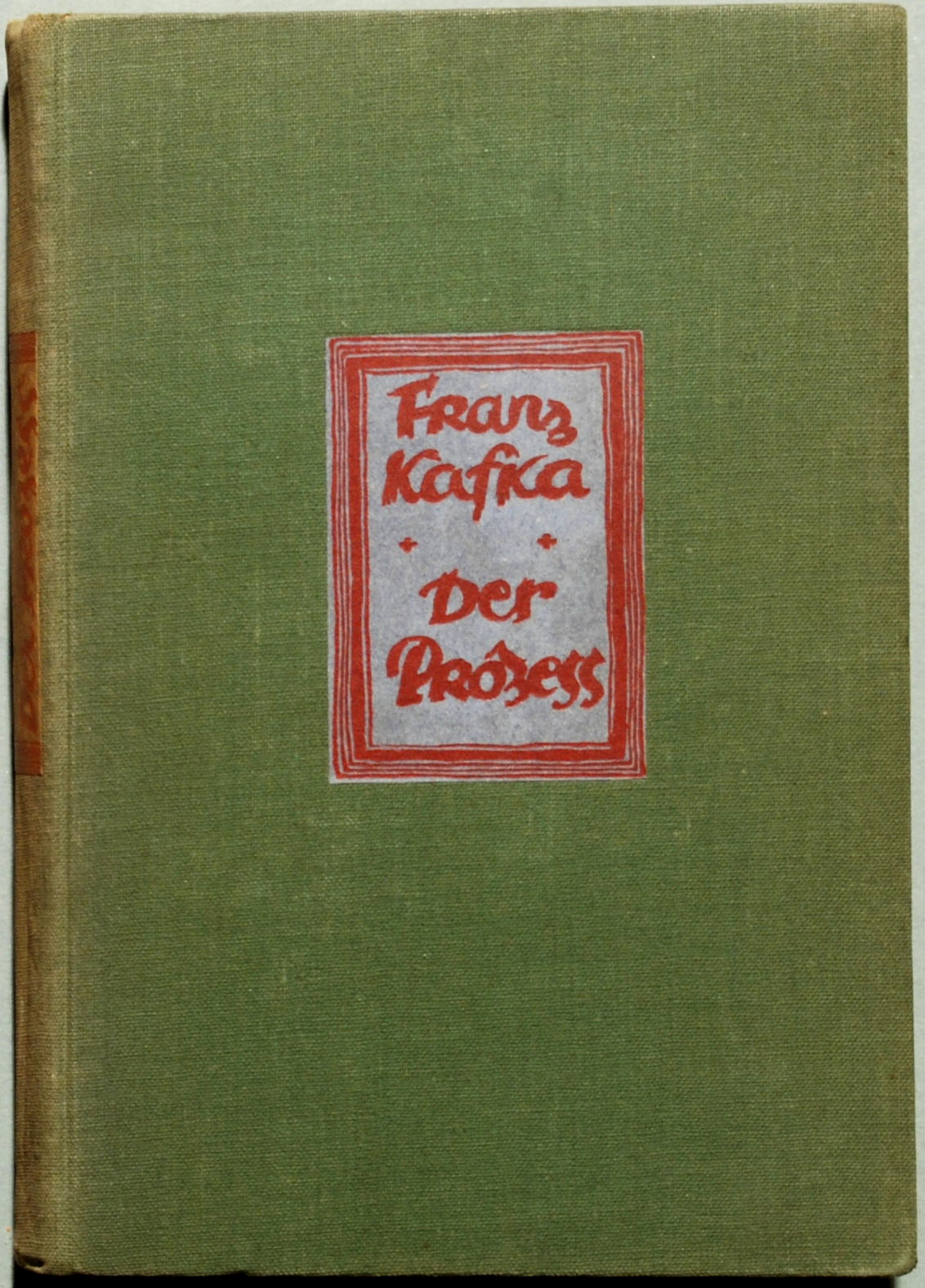
Exemplaire original des éditions Die Schmiede, Berlin, 1925.

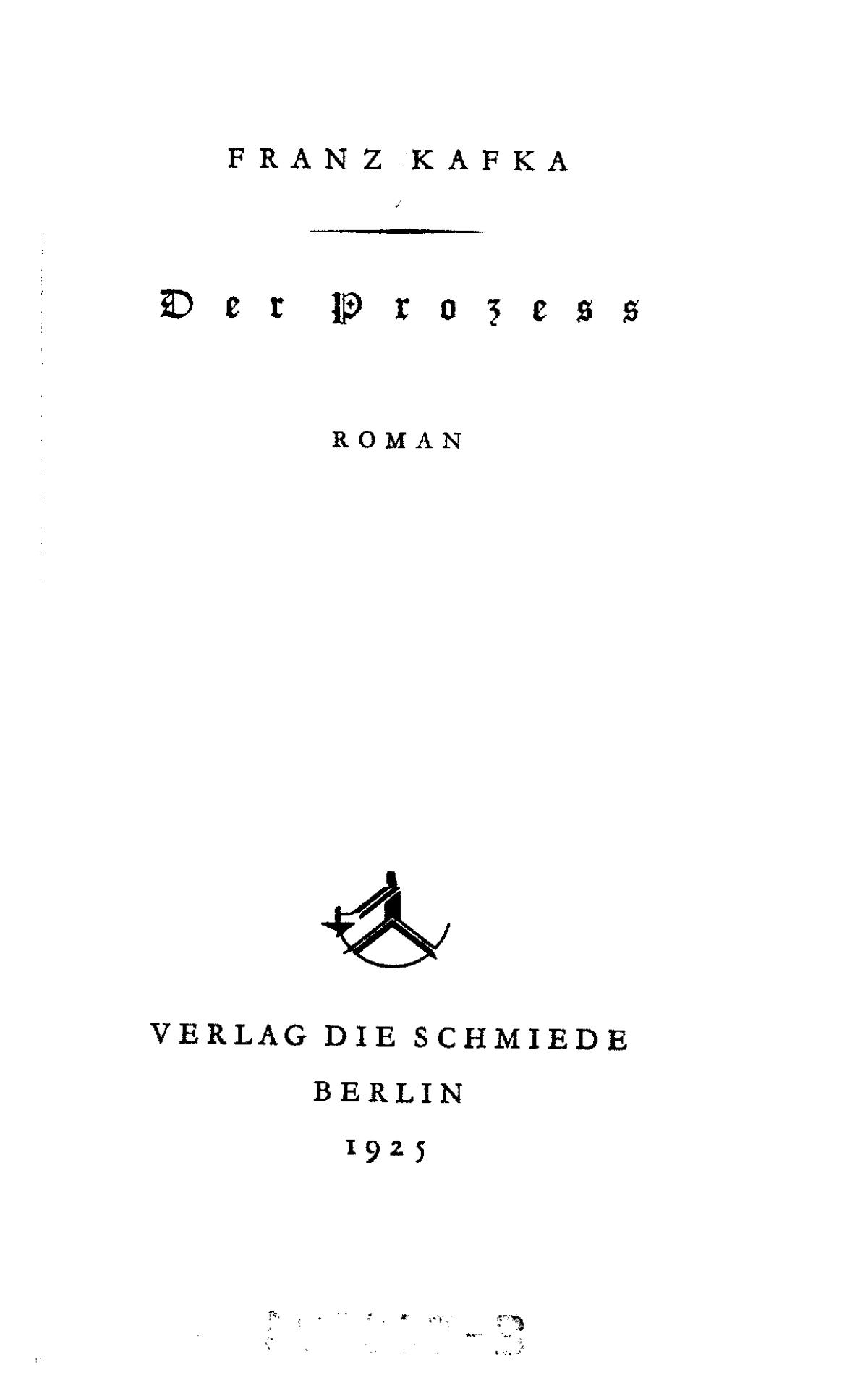
Page de grand titre.

Le Procès (titre original en allemand : Der Prozess) est un roman posthume de l'écrivain pragois de langue allemande Franz Kafka paru en 1925. Il relate les mésaventures de Joseph K. qui se réveille un matin et, pour une raison obscure, est arrêté et soumis aux rigueurs de la justice. Ce livre est considéré comme un chef-d'œuvre de la littérature mondiale.
Tout comme les autres romans de Kafka, Le Procès n'était pas totalement achevé à sa mort, et n'avait pas vocation à être publié. Seul l'extrait de la Parabole de la Loi avait déjà été publié séparément. Le manuscrit est recueilli par son ami et exécuteur testamentaire Max Brod, et est publié pour la première fois en 1925 sous le titre Der Prozess, aux éditions Die Schmiede, à Berlin. Si la division et les titres des chapitres sont tous de Kafka, la distribution et la répartition sont de Brod, qui en outre a écarté de la trame principale quelques chapitres incomplets.
Le procès est représenté d’une manière symbolique comme une étape qui s’interpose dans la vie du héros, mais le roman mélange des descriptions précises et réalistes avec des détails absurdes donnant l'impression d'un cauchemar.
Joseph K. (on ne connaît pas son nom de famille complet), dans un premier temps, refuse son accusation puisqu’il est innocent, d'autant plus qu'il ne sait absolument pas de quoi il est accusé.  Mais au fil des événements et de ses rencontres successives, il en vient à être convaincu de la réalité du procès et va donc tout faire pour se faire acquitter.

## Historique
Le roman est écrit de l'été 1914 au mois de janvier 1915. Dès 1921, Kafka demande à son meilleur ami et exécuteur testamentaire Max Brod, juriste et auteur comme lui, de brûler tous ses écrits (son journal, ses lettres, ses romans) non parus et inachevés, mais se doute qu'il ne le fera pas, comme l'attestent leurs conversations jusqu'à la mort de l'écrivain en juin 1924. Brod, confronté au dilemme éthique de respecter les dernières volontés de son ami ou de préserver son héritage pour la postérité littéraire, dédie le reste de sa vie à éditer ces écrits. Il fait publier Le Procès à titre posthume en 1925.
Le 14 mars 1939, la veille de l'entrée des troupes allemandes à Prague, Brod sauve les manuscrits en les emmenant avec lui en Pologne puis à Tel Aviv où il invente des titres pour les trois romans (Kafka ne faisant pas de plan) et des fins, comme celle du Procès sur l’exécution de Joseph K.. En 1945, il donne ses archives à sa secrétaire et amante Esther Hoffe (en) qui vend certains de ces manuscrits après la mort du juriste en 1968. Celui du Procès est vendu le 17 novembre 1988, lors d'une vente aux enchères chez Sotheby's à Londres, pour un million de livres anglaises, ce qui en fait le manuscrit le plus cher de la littérature allemande. L'acquéreur Heribert Tenscher, un obscur antiquaire chargé d'enchérir par le directeur des Archives littéraires allemandes de Marbach, le revend le lendemain à l'institut allemand, le manuscrit devenant la pièce maîtresse de ses collections.

## Résumé par chapitre

### Chapitre I - Arrestation de Joseph K.; conversation avecMmeGrubach puis avecMlleBürstner
Au matin de son trentième anniversaire, Joseph K., jeune cadre dynamique travaillant dans une banque et vivant dans une pension, est arrêté de façon inattendue par deux mystérieux agents pour un crime non précisé, et qui ne le sera jamais. Les agents refusent de nommer l'autorité qui les envoie. Joseph K. n'est pas emprisonné, il est libre de se rendre à son travail avec l'obligation d'attendre les instructions de la commission d'enquête. Fortement perturbé, K. en oublie son rendez-vous de la soirée avec Elsa, une prostituée qu'il fréquente.
Mme Grubach, sa logeuse, essaie de consoler Joseph à propos du procès, mais elle le blesse sans le vouloir en insinuant que cette procédure est peut-être liée à une relation immorale qu'elle le soupçonne d'entretenir avec Mlle Bürstner, sa voisine de palier. Joseph rend visite à cette demoiselle, par besoin d'exposer ses soucis, puis il embrasse l'indifférente jeune fille, ce qui confirme a posteriori les soupçons de Mme Grubach, qui semble être jalouse de Mlle Bürstner. Il s'agit d'un premier indice laissant supposer que Joseph K. ne maîtrise plus son destin.

### Chapitre II - L'amie deMlleBürstner
Quelques jours plus tard, après s'être réconcilié avec sa logeuse, Joseph K. découvre en rentrant de son travail que Mlle Montag, la locataire d'une autre chambre, s'installe chez Mlle Bürstner. S'imaginant que cette manœuvre n'a d'autre but que de l'éloigner de Mlle Bürstner, Joseph K. voit ses soupçons se confirmer lorsque Mlle Montag s'entretient avec lui et lui demande, au nom de son amie, de ne plus les importuner. Humilié, Joseph tente malgré tout de rencontrer Mlle Bürstner en pénétrant à l'improviste dans sa chambre, sans succès.

### Chapitre III - Premier interrogatoire
Joseph K. est bientôt sommé de se rendre au tribunal un certain jour, sans qu'on lui précise l'heure ni le lieu exact. Cela le conduit à perdre beaucoup de temps à visiter les divers immeubles de cette banlieue pauvre, avant enfin de trouver par hasard la bonne porte.
Une assemblée de vieillards surexcités, présidée par un juge assez peu rassurant, lui reproche sévèrement son retard. Malgré un beau plaidoyer portant sur l'absurdité de ce procès et la vacuité de son accusation, Joseph K. suscite l'hostilité d'une salle semblant tout acquise au juge et a le plus grand mal à s'extirper du lieu d'interrogatoire. Le juge l'informe qu'il a commis une erreur en refusant d'être interrogé.

### Chapitre IV - Dans la salle d'audience déserte; l'étudiant; les bureaux du greffe
Joseph K. tente d'obtenir une entrevue avec le juge d'instruction chargé du dossier, mais ne peut trouver que l'épouse d'un assistant de justice. Il apprendra que les autorités louent à ce couple une partie du tribunal pour en faire leur foyer, mais les forcent à déménager leurs affaires chaque jour de séance.
Profitant de son passage pour jeter un œil à des livres appartenant au magistrat, il comprend que ces derniers ne contiennent que des illustrations pornographiques. La femme tente grossièrement de le séduire, et alors que Joseph se résout à succomber à ses avances pour défier l'appareil judiciaire, un étudiant en droit fait irruption sur la scène, se dispute avec Joseph et emporte dans ses bras celle qu'il dit être sa maîtresse. Cette dernière, bien qu'elle traite l'étudiant de « petite saleté », se laisse faire volontiers avec un fatalisme hypocrite, arguant que cet étudiant est promis à un brillant avenir et qu'elle doit le satisfaire pour assurer la carrière de son mari.
Errant dans les bureaux du tribunal, Joseph rencontre le mari en question, qui ne se plaint que très faiblement de l'attitude de sa femme, semblant l'accepter comme réalité irréductible, mais qui place pourtant en K. l'espoir d'un possible changement. Bien d'autres accusés sont là à attendre désespérément des nouvelles de leurs affaires. C'est alors que Joseph se rend compte qu'il s'est perdu, peut-être aussi bien intellectuellement que géographiquement. La lourdeur de l'atmosphère des bureaux entraîne chez K. un malaise dont il n'arrive pas à contrôler les effets. Il doit donc malgré lui rester assis avant qu'une fonctionnaire accompagnée du préposé aux renseignements l'aide à sortir de ce lieu dans lequel K. prend conscience des faiblesses de son corps jusqu'ici infaillible.

### Chapitre V - Le bastonneur
Un soir, dans la banque où il travaille, il découvre dans un débarras les deux agents Willem et Franz fouettés par un homme qui semble-t-il joue le rôle du bastonneur (Prügler) judiciaire. Les deux agents qui se font fouetter implorent Joseph K. de les aider. Ce dernier tente de payer le bourreau, de le soudoyer mais celui-ci refuse. Finalement, K. part en laissant ces trois individus dans le placard, évitant ainsi toute accusation de complot dans cette punition, un des deux agents ayant attiré l'attention en criant. Il imagine sur le moment que cette scène absurde et fantasmatique a été conçue dans le seul but de l'effrayer. Mais le jour suivant, il retourne au débarras, et exactement le même tableau délirant s'offre à lui.

### Chapitre VI - L'oncle; Léni
Joseph K. reçoit la visite de son oncle, un campagnard allant en ville de temps en temps. Inquiet des bruits qui courent sur son neveu, il se fait raconter en détail le peu que Joseph sait lui-même à propos du procès. Il lui présente Me Huld, un avocat de ses amis, malade et affaibli, et à la réputation assez peu rassurante d' « avocat des pauvres ».
Constamment alité, le juriste est aidé au quotidien par Leni, une jeune femme manifestant une attirance immédiate et pathologique pour Joseph. Au beau milieu de l'entretien de ce dernier avec l'oncle et l'avocat, Leni s'arrange afin de l'éloigner un instant et l'entraîne plus loin dans l'appartement pour quelques réjouissances.
C'est au bas de l'immeuble que Joseph retrouve ensuite son oncle, lequel laisse éclater sa colère et la honte qu'il a ressentie après le départ de son neveu, l'avocat et lui ayant parfaitement su à quoi s'en tenir.

### Chapitre VII - L'avocat, l'industriel et le peintre
Lors des visites ultérieures qu'il rend à son avocat, Joseph se rend compte à quel point Me Huld est un personnage capricieux ne pouvant lui être d'une très grande aide. À la banque, c'est son rival, le directeur-adjoint, qui se plaît à miner son autorité.
Un des clients de la banque lui recommande d'aller rechercher les conseils de Titorelli, peintre officiel du tribunal. Ce dernier n'a pas de réelle influence, mais sa grande expérience de la justice éclaire douloureusement K, auquel il ne laisse entrevoir que des hypothèses complexes et désagréables puisqu'aucun acquittement définitif, dit-il, n'est jamais possible.

### Chapitre VIII - M. Block le négociant; renvoi de l'avocat
K. prend la décision définitive de congédier son avocat afin de s'occuper pleinement de son procès lui-même. Arrivé chez Me Huld, il fait la connaissance d'un certain M. Block. Celui-ci, négociant, est victime de son procès depuis plus de cinq années. Ayant également comme avocat le vieil homme, M. Block va, en opposition des règles de celui-ci, utiliser des avocats dits « marrons » afin de faire avancer plus vite son procès.
Malgré cela, le négociant fait en sorte de rien laisser paraître et essaye tant bien que mal de se tenir informé au mieux  de son procès. Ainsi, pouvant être mandé par l'avocat à toute heure du jour ou de la nuit, M. Block décide de s'installer dans une petite chambre de concierge de l'établissement de l'avocat, le tout sous la surveillance de la belle Leni. 
Alors que K., bien décidé à se faire entendre, fait part de sa décision à Me Huld, celui-ci le prie de bien vouloir rester un moment à regarder le déroulement d'une entrevue entre le vieil homme et le négociant. K. est très choqué de constater, le négociant ayant été appelé, que celui-ci est traité comme un esclave auprès de l'avocat, trouve son comportement tout à fait normal et se considére même comme supérieur à K. en agissant de la sorte. Convaincu qu'il avait pris la bonne décision devant ce spectacle, K. s'en va, décidé à ne plus avoir aucune relation avec toute personne ayant été en contact avec Me Huld.

### Chapitre IX - Dans la cathédrale
K. est chargé d'accompagner un important client italien jusqu'à la cathédrale de la ville. Tandis qu'il attend l'arrivée de ce dernier à l'intérieur, un prêtre l'interpelle par son nom, bien que K. ne se soit jamais rendu là auparavant. L'ecclésiastique lui conte une fable (la parabole de la Loi, présente au début du film de Welles) censée lui expliquer sa situation, mais la signification incertaine du récit et la complexité des commentaires du prêtre laissent plutôt l'impression que le cas de Joseph est désespéré.

### Chapitre X - La fin
L'avant-veille de son trente et unième anniversaire, précisément vers neuf heures du soir, deux hommes se présentent chez K. pour son exécution. Ils le conduisent dans une petite carrière hors de la ville, et l’exécutent sans autre espèce de formalité, à l'aide d'un couteau de boucher. Les derniers mots de K. résument les conditions de sa propre mort : « Comme un chien, dit-il, comme si la honte devait lui survivre ».

## Interprétations
- Si vous ne connaissez pas le sujet, laissez ce bandeau (vous pouvez alors contacter les auteurs).
- Si vous supprimez le contenu mis en cause (vous pouvez préalablement contacter les auteurs),

argumentez précisément cette suppression dans la page de discussion
(un manque de référence n'est pas un argument ; une recherche réelle de référence doit avoir été effectuée, être formellement documentée).

### Bureaucratie
Le Procès est un conte noir et saisissant, marqué par l'étrangeté et une atmosphère troublante. Superficiellement, le sujet est la bureaucratie, une illustration d'un système légal et religieux retors mais dépeint de façon réaliste. Cependant, un des intérêts de cette œuvre est la peinture des effets de ce système sur la vie et sur l'esprit de Joseph K. 

### Humanité
Pour analyser ce roman, il est important de remarquer que la première scène à avoir été écrite est la fin, la scène de la mort du héros. On n'annonce jamais à K. qu'il est coupable. Lorsqu'il déclare son innocence, on lui demande immédiatement « innocent de quoi ? ». 
Kafka questionne l'arbitraire de la norme et des croyances de la vie qui peuvent apparaitre, sous un certain éclairage, aussi étranges que les évènements de la vie de K.

### Mariage et relations sociales
Une interprétation du Procès est fournie par le Journal, autour des dates de rédaction du roman. En 1914, Kafka se fiance avec Felice Bauer. Dans une lettre à Felice, il compare leur couple à deux amoureux qui, sous la Terreur, avaient été conduits ensemble sur l'échafaud. Il rend visite à Felice à Berlin plusieurs fois cette même année. Kafka note à propos d'une rencontre qui devait permettre d'officialiser les fiançailles, qu'elle s'apparente à un procès suivi d'un jugement, dans lequel il était laissé de côté, alors que d'autres personnes décidaient de sa vie à sa place. Une autre visite à Felice a conduit à une dispute dans laquelle il a à nouveau été mis de côté. Kafka aurait alors décidé de rompre les fiançailles. Kafka décrit sa lettre d'adieu comme un « discours fait sur la potence ». Lui-même trouvait que la perspective du mariage menaçait la source de revenus que lui procurait l'écriture, activité qu'il réalisait de nuit, à un moment où il serait désormais supposé dormir en compagnie de son épouse.
Une telle lecture permet de rendre compte de la volonté de Joseph K de prendre part à son exécution, dans la mesure où Kafka y voit la fin de son engagement. On y voit en effet la fin de Kafka en tant qu'humain et membre d'une famille. La tension sexuelle sous-jacente à l'ouvrage se manifeste, sous forme d'interludes, à travers les visites que Kafka rend à Felice à plusieurs reprises. Elle transparait sous la description méthodique et pudique que Kafka fait des scènes avec Leni ou Mlle Bürstner.
La correspondance va cependant plus loin que ces apparences. L'histoire contée par l'abbé, de l'homme attendant qu'un huissier le laisse entrer dans la Loi, est particulièrement pertinente. L'exécution de K apparaît ainsi comme son triomphe, dans la mesure où il réalise l'ajournement constant, implicite à son désir d' « entrée dans la Loi ». À la place, il décide d'accepter son destin sans dépérir, à l'inverse du vieil homme qui attend vainement à la porte de la Cour dans l'histoire de l'abbé. Kafka aussi, à ce moment de sa vie, décide qu'il ne laisserait pas sa vie être le jeu des autres, accepte de se retirer en tant qu' « humain » et de vivre une vie pleinement choisie, quoique dans un monde à part.
Une autre interprétation — psychanalytique — a été aussi donnée[Par qui ?] : Kafka fut toute sa vie écrasé par la personnalité de son père, auquel il destina sa Lettre au père (qu'il n'envoya jamais), que l'auteur décrivait lui-même comme une « lettre d'avocat ». Il y écrivit toute la culpabilité qu'il ressentait à ne pas ressembler à ce père si fort physiquement, si sûr de lui. Dans le Procès, l'oncle du héros déclare : « avoir pareil procès, c'est déjà l'avoir perdu ». Kafka s'est senti en permanence sous la menace d'un procès paternel, un procès qu'il savait avoir déjà perdu, tel K. dont le monde autour de lui ne remet jamais en question le fait qu'il soit accusé, et qui finit par se débattre non pas pour rejeter la validité de ce procès, mais pour continuer à mener une vie normale.

### Identité juive
Une autre façon d'interpréter Le Procès est de considérer ce que Jean-Paul Sartre en a dit dans ses Réflexions sur la question juive. Le livre relate la façon dont les Juifs perçoivent le monde, alors particulièrement aux prises avec l'antisémitisme. Sartre prétend que la vie juive dans un tel monde est comparable à l'expérience de Joseph K et peut-être même à celle de Kafka.
Enfin, l'interprétation de George Steiner fait du Procès une exégèse rabbinique. Dans cette interprétation, les contes inachevés qui constituent la plus grande partie de l'œuvre de Kafka, sont construits comme des « commentaires talmudiques en actes » et les techniques mises en œuvre sont de l'ordre de l' « herméneutique rabbinique ». Dans Le Procès, Kafka fait porter sa réflexion sur la loi, qui est le langage de l'homme après sa chute de l'Éden.

### Loi morale
Le procès de Kafka n'est qu'un processus enclenché contre un homme – Joseph K – qui va le plonger dans l'absurdité et dans des interrogations qui ne trouveront jamais de réponses. Ces interrogations portent essentiellement sur la loi, mais quelle est cette loi si opaque et qui ne permet aucune échappatoire à quiconque y est confronté ? Et pourquoi Joseph K. a-t-il parfois un comportement aussi absurde que les situations auxquelles il se confronte ? 
La réponse est peut-être dans le fait que Joseph K., mis face à son existence, à ce qu'il est, regarde sans cesse du côté du sens commun (de la justice) pour trouver une réponse, ou une excuse à un agissement qu'il ignore lui-même. En effet, Joseph K. mène-t-il la « bonne » démarche pour trouver une réponse, cherchant toujours à savoir ce que dit la loi mais non ce qu'elle est ? Il ne se demande pas non plus ce qu'est la loi pour lui. Cette loi commune, que son entourage semble maîtriser, lui semble complètement abstraite, floue, il n'en voit que des ombres aux contours indéfinis. Mais cette loi ne serait-elle pas une loi morale ? Car Joseph K. a un comportement versatile, laissant souvent libre cours à ses désirs, que ce soit avec les femmes, sa famille, ou dans sa recherche. Il semble dans l'incapacité de pouvoir se fixer des impératifs et se laisse guider par les indications qu'il reçoit d'autrui ou par ses désirs ; seulement, selon Kant, cette démarche ne permet pas la construction d'une loi morale. Ainsi Franz Kafka semble nous exposer l'antihéros de la morale kantienne. Un antihéros aliéné au sens commun et à ses désirs qui ne perçoit de ce qu'il recherche que des illusions indéfinies. La question de l'aliénation peut ensuite finir insérée dans le contexte intellectuel proche de la critique marxiste de l'aliénation telle que "redéfinie" ensuite par Guy Debord, tout en pouvant, d'autre part, réfléchir la perspective de la notion de "procès" en regard des purges staliniennes ; mais nous quittons là la question de la loi morale proprement dite en situation d'herméneutique juive pour rejoindre en réalité la question de l'étatisme hégélien dans le cadre des "religions naturelles"...!

### Métaphysique et religion
Le procès de Joseph K. peut aussi se lire comme une recherche métaphysique de Dieu, à la manière dont les auteurs Thomas Mann et Max Brod voyaient l'œuvre de Kafka. En effet, l'auteur semble donner quelques indices au lecteur pour décoder ce qui pourrait être l'allégorie de l'absolution de ses péchés : les représentants de cette justice absurde sont tout d'abord habillés de façon commune, voire modeste, à l'image des agents de l'arrestation ou encore de l'huissier, et cette justice, dont les salles d'interrogatoires et les bureaux se trouvent dans les greniers, indication donnée par le peintre Titorelli, semble être une autre justice que celle à laquelle on aurait pu penser au premier abord, celle de la société qui traite des crimes et des délits, comme souterraine. De plus, l'atmosphère cauchemardesque, l'absurdité des situations dans lesquelles le protagoniste se trouve projeté, le sentiment d'égarement et de désordre dans l'univers de Joseph K., semblent être autant d'éléments qui portent à penser que K. se serait perdu dans un monde abstrait où il aurait du mal à discerner ce qui est réel, comme son travail à la banque, et ce qui ne le serait pas, comme dans la scène du bastonneur où seul K. voit, ou du moins se préoccupe de cette punition. Encore, les entretiens avec le peintre et l'abbé semble aussi nous mettre sur la voie d'une justice qui n'est pas réelle, mais bien plus métaphysique : le peintre parle donc de ce que sont les grands juges, de la vanité de ceux auxquels on peut accéder, des trois procédures qui peuvent être engagées, l'acquittement réel, l'acquittement apparent et l'atermoiement illimité, tandis que l'abbé nous donne la parabole de la Loi.[réf. nécessaire]
Bernard Groethuysen, à travers sa préface de 1933 qui figure notamment dans la version française publiée par Folio, semble voir dans le procès de K. le procès de la condition humaine, de l'existence et des réponses que Kafka a voulu apporter à son propre procès. Pour lui, "Kafka est le roi de la parabole". Il parle ainsi de la façon dont chacun, par le raisonnement et la question du Pourquoi, mais aussi par le jugement des autres, interroge sa propre existence, et en se torturant l'esprit par l'accumulation d'hypothèses et de réflexions se perd et aboutit dans ce monde sombre que nous décrit Kafka à travers ses œuvres. Pour lui, exister, être, c'est déjà commettre, faire, et donc être en proie au jugement, au sien, à celui des hommes, à celui de Dieu. Ainsi, quand les huissiers, les avocats, ceux qui demandent à K. s'il a un procès, c'est tous les autres qui, par leur propre existence, nous jugent. Les juges eux-mêmes; subalternes en dessous des grands juges, comme on peut essayer de l'interpréter à travers la parabole de la Loi de l'abbé qui annonce qu'il est lui même cette première sentinelle qui ne peut supporter la vue de celles qui mènent à la loi, c'est l'Église, l'institution religieuse en général, ceux qui nous poussent à nous retrouver dans les péchés pour trouver en eux la raison de notre culpabilité. L'acquittement réel, c'est celui de l'homme libre, de celui qui est jugé, par Dieu ou par lui même, qui est innocent réellement et ne s'en pose plus la question : lui seul est réellement libre. L'acquittement apparent, peut se comprendre par la confession, mais un jour cette justice métaphysique revient pour s'emparer de l'accusé, jusqu'à ce que soit rendu le jugement de l'acquittement réel, car le réel crime est celui, ici, d'exister, c'est lui qui donne lieu au jugement ; K. est innocent, oui, mais innocent de quoi. Enfin, l'atermoiement illimité, le délai illimité qui repousse sans arrêt le jugement, revient à se désintéresser du Pourquoi de son existence et du jugement des autres : de temps ont lieu quelques interrogatoires, comme des épisodes de doutes reviendraient, mais le prévenu reste relativement libre. Le procès, ainsi, peut s'interpréter comme l'histoire d'un homme qui recherche Dieu, du salut de l'absolution totale de ses péchés, et qui, comme l'homme de la parabole, meurt devant la lumière, n'ayant jamais essayé de rentrer à nouveau dans cette porte qui a été faite pour lui. Il meurt avec cette connaissance : "La logique a beau être inébranlable, elle ne résiste pas un homme qui veut vivre". K. aurait dû vivre, au lieu de chercher à justifier cette existence.

## Adaptations
- Le Procès a été adapté pour l'opéra par Gottfried von Einem en 1953.
- Le Procès a été adapté au cinéma par Orson Welles en 1962 et par David Hugh Jones en 1993.
- Le Procès a également été édité sous forme de bande dessinée : Le Procès de Céka et Clod d'après F. Kafka chez Akileos.
- Le Procès a été adapté au théâtre par le metteur en scène et dramaturge, Emile Salimov en 1994 et monté par Emile Salimov au Théâtre Lucernaire (Paris) en 2000. Ce spectacle a reçu l’Aide à la Production du Ministère de la Culture et de la Francophonie.
- Le Procès  a été adapté au théâtre par l’écrivain Serge Lamothe et présenté, en 2004, au Théâtre du Nouveau Monde, à Montréal, Canada, dans une mise en scène de François Girard.
- Le Procès (The Trial), opéra de chambre de Philip Glass, créé à Londres à la Royal Opera House (Linbury Studio Theatre) le 10 octobre 2014, sous la direction de Michael Rafferty.
- Le Procès a également été adapté par David Zane Mairowitz pour la radio France Culture, dans un feuilleton en 10 épisodes réalisé par Michel Sidoroff et diffusé en 2014 (rediffusé du 15 au 26 octobre 2018).
- Le Procès, scénario de David Zane Mairowitz, a été adapté en BD par Chantal Montellier, aux éditions Actes Sud, en 2009.
- K…, opéra de Philippe Manoury, créé à Paris à l'opéra Bastille le 7 mars 2001, sous la direction de Dennis Russell Davies.